# Marie Prescott

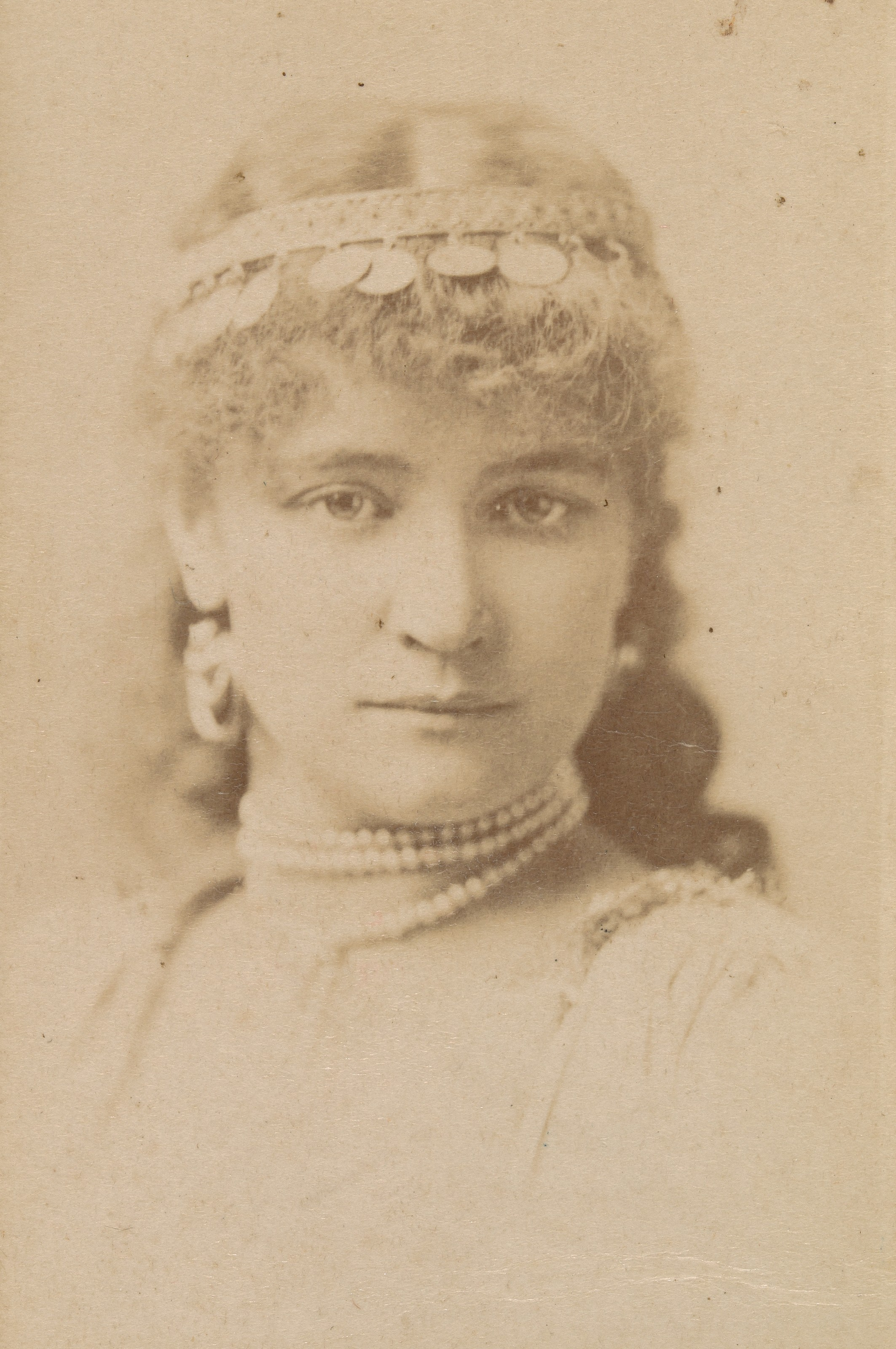
Marie Prescott

Marie McLean Prescott (Contea di Nicholas, 1850 – New York, 30 agosto 1893) è stata un'attrice teatrale statunitense, che nel 1883 interpretò Vera nel dramma Vera o i nichilisti (Vera, Or the Nihilists) di Oscar Wilde.

## Biografia
Attrice che destò l'attenzione di Wilde non per la bravura ma per la passione che metteva nel cercare di portare la parte di Vera sul palcoscenico.
La ragazza prenotò lo Union Square Theatre per il periodo più caldo dell'anno, ma Oscar, visto che fu lei a finanziare la messa in scena, dovette cedere a tali richiesta; lo stesso non fece per quanto riguarda per i tagli proposti dall'attrice, che voleva renderla ancora più drammatica eliminando alcune battute, cosa impossibile in quanto secondo lo scrittore irlandese esse davano un'importanza maggiore alla drammaticità e al paradosso presente nell'opera.
Prescott cercò in tutti i modi, mandando varie lettere, di pubblicizzare l'evento eppure non fu un successo e molti pensarono che la colpa fu proprio della recitazione mediocre dell'attrice.
Morì a New York a seguito di un'operazione chirurgica effettuata perché soffriva di tumore allo stomaco.